# Manuel Pinho
Manuel António Gomes de Almeida de Pinho (ur. 28 października 1954 w Lizbonie) – portugalski ekonomista i bankowiec, w latach 2005–2009 minister gospodarki i innowacji w rządzie José Sócratesa.

## Życiorys
W 1976 ukończył studia ekonomiczne w Instituto Superior de Economia e Gestão Uniwersytetu Technicznego w Lizbonie, po czym pracował jako nauczyciel akademicki na Portugalskim Uniwersytecie Katolickim i na macierzystej uczelni w Lizbonie. Doktoryzował się w tej samej dziedzinie na Université Paris-Nanterre w 1983. Wykładał później gościnnie na Uniwersytecie Nowojorskim. Między 1984 a 1987 był zatrudniony w Międzynarodowym Funduszu Walutowym w Waszyngtonie. Po powrocie do kraju pracował w bankowości na stanowiskach menedżerskich (m.in. w portugalskim oddziale Crédit Lyonnais). Na początku lat 90. pełnił funkcję dyrektora generalnego w jednym z działów administracji rządowej. Był przewodniczącym rady nadzorczej Caixa Geral de Depósitos i dyrektorem w Europejskim Banku Inwestycyjnym. Od 1994 wchodził w skład rady dyrektorów Banco Espírito Santo, zajmując również kierownicze stanowiska w innych spółkach grupy finansowej.
Po objęciu władzy w Partii Socjalistycznej przez José Sócratesa został głównym ekspertem ekonomicznym tego ugrupowania. W marcu 2005 otrzymał nominację na urząd ministra gospodarki i postępu w XVII rządzie konstytucyjnym tworzonym przez PS; funkcję tę pełnił do lipca 2009. Wielokrotnie wzbudzał kontrowersje swoimi wypowiedziami; twierdził, że związki zawodowe hamują postęp w kraju, zachęcał również zagranicznych przedsiębiorców do inwestowania w Portugalii, wskazując na niskie koszty pracy. W lipcu 2009, wkrótce przed dymisją, w trakcie debaty parlamentarnej wykonał uznany za obraźliwy gest pokazania rogów wobec swojego adwersarza z frakcji komunistycznej.
Po odejściu z rządu powrócił do Banco Espírito Santo. W 2010 został wykładowcą w School of International and Public Affairs w ramach Uniwersytetu Columbia.

## Odznaczenia
- Krzyż Wielki Orderu Izabeli Katolickiej (2007, Hiszpania)
- Krzyż Wielki Orderu Zasługi (2009, Norwegia)[7]